# Altynsarinskiy Rayon
Altynsarinskiy Rayon (kazakiska: Altynsarīn Aūdany) är ett distrikt i Kazakstan.   Det ligger i oblystet Qostanaj, i den norra delen av landet, 500 km väster om huvudstaden Astana.